# 猪狩秀平
猪狩 秀平（いがり しゅうへい、1月31日 - ）は、日本のシンガーソングライター、ギタリスト。パンクバンドHEY-SMITHのギタリスト、リーダー。大阪府出身。

## 来歴
大阪府豊中市生まれ。小学校から高校までは一般的な公立高校でサッカー部に所属。大学は関西外国語大学。小学校から高校までコピーバンドでドラムスを担当していたが、当時のメンバーがオリジナル曲を作る事が出来ず、曲を作る目的で自身がギターを始めたのがギタリストとしてのキッカケ。大学在学中にバンドHEY-SMITHを結成し2009年に国内インディーズデビュー。
自身が企画し出演した野外フェス“HAZIKETEMAZARE FESTIVAL 2014”を最後に、正式なアナウンスは無かったがHEY-SMITHは活動休止状態に。2015年メンバー脱退が発表され、新たなメンバーでの活動がアナウンスされた。
当て振りを嫌い地上波番組には出演していなかったが、生演奏という事で2018年11月、Love musicに出演。その時披露した"Not A TV Show"は異常なBPMで演奏された。2018年11月から2019年3月に渡りFM熊本でラジオ番組を持った。
2019年7月には気胸から膿胸を併発して、1か月程度入院した。
コロナ禍に入りyoutubeを始める。コロナで自分の主戦場であるライブが失われた為、他の手段で自分の表現方法を持っておかないといけないという危機感から始めた。
2023年1月に大阪市住之江区に新設されたライブハウスに「GORILLA HALL OSAKA」と命名。その縁でこけら落とし公演をHEY-SMITHが行った。

## 音楽性
スピーディなメロディック・ハードコアやカッティングでの演奏を得意とする。パワーコード主体の音楽性が特徴。特に右手の刻みはかなり早い。
HEY-SMITHではボーカルも務める。しゃがれた声が特徴。しかし本人はあくまでギタリストであり、自己紹介の際も「HEY-SMITH Guitar」と名乗る。歌は音楽を伝える為に必要な事と答えている。
ギターはESPのエクスプローラーを使用。学生の頃憧れたバンドがギブソン・レスポールを持っていた為、違うギターで有名になると決めたのに、後にメタリカのジェイムズ・ヘットフィールドを見て愕然としたという。

## 人物
お酒と女性が好き。麺類が好き。好きな食べ物はラーメン、蕎麦、うどん、クラムチャウダー、パスタとお寿司。
47都道府県に港を作ろうとしたが、45都道府県で断念。ちなみに最後に残ったのは佐賀県と山形県。
好きなバンドはNOFX、ランシド、メタリカ、Hi-STANDARD、サブライム、ノー・ユース・フォー・ア・ネイム、パンテラ等。好きな有名人はダウンタウン、安室奈美恵。
地上波は当て振り、口パクのアーティストが多すぎるから好きじゃないとしている。
2022年現在は、生演奏でやらせてくれるならどんな環境でも出演したいと語っている。

## 音楽プロデュース
- "SUPER DELICIOUS" / Dizzy Sunfist
- "BLAST" / SHIMA
- "MAYSON's PARTY" / MAYSON's PARTY
- "PARTY4YOU" / MAYSON's PARTY
- "Punk Rock Princess" / Dizzy Sunfist

## 使用機材

### ギター
- ESP "EP" 猪狩秀平モデル